# Bronneger
Bronneger (52° 57′ N, 6° 49′ L) é uma cidade dos Países Baixos, na província de Drente. Bronneger pertence ao município de Borger-Odoorn, e está situada a 18 km, a leste de Assen.
A área de Bronneger, que também inclui as partes periféricas da cidade, bem como a zona rural circundante, tem uma população estimada em 110 habitantes.